# Gruta de Turi
La Gruta de Turi (más conocida como la Gruta de San Horacio, en barese Grotte de Sande Ronze) es una gruta kárstica situada en Apulia.

## Historia
La gruta natural de San Horacio, la entrada a la que se encontró durante la plaga de 1656-1658 del reino napolitano, que se encuentra en ese momento en el campo abierto, lejos de la ciudad, se supone que es un lugar de difícil acceso a la creciente multitud de los fieles. Con las ofrendas fue así comenzó la construcción de una gran iglesia llamada Capilla de San Horace (área, fue la segunda iglesia de Turi, después de la Matrix, y ahora es el tercero, después de que el Matrix y el ayudante), sobre la Sagrada cueva y alrededor de ella.
Tenía que empezar, como epígrafe coloca en el marco de la ley en 1727 con la construcción de la entrada primitiva a un pequeño pabellón, hoy una de la claraboya cueva, fuera de la planta de la iglesia. Siguió a la formación de una escalera de entrada monumental a la cueva a continuación, con escalones de piedra y finamente trabajadas barandillas de hierro forjado de la excelente mano de obra, la fecha de AD 1728, como se indica en un epígrafe en el frente del arco central de la escalera, donde la primera rampa y doble paralelo y termina con una pequeña capilla con tres cúpulas, cuyo centro se coloca un crucifijo por un artista local anónima, fechable del siglo XVIII, reformada en 2000. La construcción de la iglesia comenzó en 1727. La iglesia, en campo abierto, construido por el bien inmueble fieles, público, iba a aparecer en toda su majestad y el drama, lo que refleja una particular riqueza de la vida religiosa y cultural en Turi. El 26 de abril de 1888, el alcalde de Turi, O. Giannini, con el Convenio regulares encomienda al servicio de la Iglesia a la previa de la Hermandad de San Horacio, fundada en 1792. La construcción de la fábrica es un cuadrado con una cruz griega inserta, en la intersección de la nave central está cubierta con un casquete esférico, mientras que las naves laterales se cubren con bóveda de cañón y vela. La cueva se encuentra a unos 12 metros de profundidad, en varios niveles, es con su altar de piedra, un contemporáneo y similar a la anterior, en la cripta de la iglesia y parte integrante del mismo. Después de su descubrimiento, el Informe de Bill, escrita en 1759, nos dice que, en el interior, se encuentra el altar, la cruz y los dos vinajeras, "pistas y signos muy claros de tener el Espíritu en él en la cueva celebrado en el momento de su persecución ". El portal de entrada había un escudo de armas de la ciudad de Turi con una inscripción ilegible en la primera línea, seguido de "Martinelli 1774", hace años, lamentablemente, robados, el destino común a los dos ángeles que fueron colocados en la entrada, la cimientos de la que todavía llevan la fecha de 1918. Todo el edificio ha sido objeto de una meticulosa, lo precioso, la restauración duró cerca de dos años, lo que ha llevado a la iglesia y la cueva a su antigua gloria. La iglesia fue reabierta al culto, con una solemne celebración, a la que asistieron una gran multitud de fieles, 7 de mayo de 2000, en recuerdo de la peregrinación que se celebró 3 de mayo de 1726.
- Datos: Q14565472
- Multimedia: Grotta di Turi / Q14565472